# Gusmin aus Köln
Gusmin aus Köln (* 14. Jahrhundert), wohl Goswin, war der Name eines Bildhauers und Goldschmieds aus Köln oder Umgebung zum Ende des 14. Jahrhunderts. Es sind keine seiner Werke überliefert, seine Biografie findet sich um 1447 im  Dritten Buch von  Lorenzo Ghibertis I Commentarii, einer Betrachtung der italienischen Kunst des 14. Jahrhunderts.
Ghiberti nennt den Meister aus Köln einen sehr erfahrenen Bildhauer, dessen Kunst der der griechischen Antike nicht nachstehen würde. Ghiberti schreibt weiter, dass Gusmin zur Zeit von Papst Martin V. lebte und dass sein Dienstherr der Herzog von Anjou war, womit wahrscheinlich Ludwig III., Titularkönig von Neapel und Herzog von Anjou gemeint ist. Die Originalhandschrift von I Commentarii ging verloren, und die einzige erhaltene Abschrift erwähnt den Namen Gusmin nicht. Warum Ghiberti das Leben des Bildhauers aus Köln beschreibt, ist nicht genau festzustellen. Der Name Gusmin wird erstmals einhundert Jahre später, in den 1540er Jahren, im Anonimo Magliabechiano mit dem Kölner Meister verbunden. Der Verfasser des Anonimo Magliabechiano, der an verschiedenen Stellen auf Ghiberti rekurriert, bediente sich vielleicht der heute verlorenen Originalhandschrift der Commentarii oder kannte den Namen des Kölner Meisters aus oralen Traditionen.
Adelbert von Chamisso hat 1833 Gusmin in seinem Gedicht Ein Kölner Meister zu Ende des XIV. Jahrhunderts (nach Ghiberti) gewürdigt.
Es wurde versucht, in Gusmin den Schöpfer des Kreuzigungsaltars von Rimini, aus Alabaster um 1430 geschaffen, zu sehen. Dieser Altar kam 1913 aus Italien in den Besitz der  Städtischen Skulpturensammlung in Frankfurt, die damalige These, es könnte ein Werk Gusmins sein fand jedoch weiter keine Anerkennung.